# Dereiçi (Savur)
Dereiçi (Aramees: Qeleth, ܩܠܬ) is een dorp in het district Savur in Mardin, Turkije. In 2023 telde het dorp 187 inwoners. Het dorp wordt bewoond door Arameeërs die de Mardin-dialect van Arabisch spreken. Dereiçi ligt bij de berg Qoros in de historische regio Tur Abdin.
In het dorp bevindt zich de kerk van Mor Yuhannon. De ruïnes van de kloosters van Mor Abay, Mor Theodotus en Mor Dimet bevinden zich ook in de buurt van het dorp.

## Geschiedenis
De kerk van Mor Yuhannon in Qeleth (nu Dereiçi) werd waarschijnlijk gebouwd in de late 7e eeuw. Het was het enige dorp in het Mhallami-gebied dat christelijk bleef en niet tot de islam bekeerde. Het dorp was onderdeel van het Syrisch Orthodoxe bisdom van het klooster van Mor Abay totdat de laatste bisschop Isḥoq Ṣaliba in 1730 stierf, waarna het bisdom werd samengevoegd met dat van Mardin.
In 1914 werd het dorp bewoond door 2500 Arameeërs. Twee derde van de bevolking was Syrisch Orthodox, terwijl een derde Syrisch Protestant was. Er waren ook Syrisch Katholieken. Tijdens de Aramese genocide arriveerden op 3 juni 1915 Koerden in het dorp. De dorpsoverhoofden Benjamin en zijn zoon werden vermoord. De bewoners van Qeleth barricadeerden zich op 10 juni in grote gebouwen, maar de meeste werden gedood, en de vrouwen en kinderen werden ontvoerd. De kerk van de Syrisch Orthodoxe christenen werd in brand gestoken, waarbij velen levend verbrandden.
In 1960 telde het dorp 871 mensen, waaronder 600 Arameeërs. Tegen de jaren 1970 emigreerden veel bewoners naar Duitsland, Zweden en elders in de Aramese diaspora. Tegen 2013 woonden er slechts 14-15 Arameeërs in het dorp, verdeeld over 5-6 gezinnen.

## In populaire cultuur
Dereiçi (Qeleth) werd gebruikt als filmlocatie voor de Turkse film Kapi, waarin een Aramees gezin terugkeert naar het dorp na 25 jaar.